# هاري أيه فيشر
هاري أيه فيشر (بالإنجليزية: Harry A. Fisher) مواليد 6 فبراير 1882 في نيويورك - الوفاة 29 ديسمبر 1967، كان مدرب كرة سلة أمريكي ولاعب. بلغ طوله 5 قدم 9 بوصة (1.8 م). دخل قاعة نايسميث التذكارية لمشاهير كرة السلة. كان طالبا ولاعب في فريق جامعة كولومبيا. درف فريق كرة السلة لجامعة فوردهام.

## روابط خارجية
- هاري أيه فيشر على موقع قاعة المشاهير الجامعة الوطنية لكرة السلة (الإنجليزية)
- هاري أيه فيشر على موقع كلية كرة السلة في سبورتس رفرنس.كوم (الإنجليزية)